# HMS Furious (47)
«Ф'юріос» (англ. HMS Furious (47)) — військовий корабель, авіаносець класу «Корейджес», переобладнаних з лінійних крейсерів Королівського військово-морського флоту Великої Британії класу «Корейджес», що увійшли до строю британського флоту за часів Першої світової війни.

## Історія створення
«Ф'юріос» був закладений 8 червня 1915 на верфі компанії Armstrong Whitworth, Волсенд. 26 червня 1917 увійшов до складу Королівських ВМС Великої Британії. Лінійний крейсер HMS «Ф'юріос» належав до класу кораблів, так званого «Балтійського проєкту», апологетом якого був Перший морський лорд Адміралтейства адмірал флоту Джон Фішер. Бойовий корабель мав відносно слабке бронювання й значне артилерійське озброєння, не характерне для кораблів такого класу.
Досвід застосування перших двох кораблів серії «Корейджеса» та «Глоріеса» виявився невдалим, тому у березні 1917 року, ще у ході будівництва «Ф'юріоса», було вирішено переобладнати його на авіаносець. Замість носової гарматної башти був збудований ангар на 10 літаків та польотна палуба. Літаки піднімались з ангара на палубу спеціальним краном. На кораблі базувались як поплавкові літаки, так і літаки із колісним шасі. При цьому поплавкові літаки могли сідати на воду, після чого піднімались на борт за допомогою крану, а колісні літаки повинні буди приземлятись на берегові аеродроми.
Перша вдала спроба посадити літак на палубу корабля була здійснена 2 серпня 1917 року пілотом Едвіном Даннінгом (англ. Edwin Harris Dunning). Проте наступна спроба 7 серпня закінчилась катастрофою, пілот загинув. Тому було вирішено в кормі корабля збудувати посадкову палубу. Роботи тривали з 23 листопада 1917 року по 15 березня 1918 року на верфі Armstrong Whitworth. Під час реконструкції з корабля зняли кормову гарматну башту, 140-мм гармату та грот-щоглу. Позаду димової труби збудували другий ангар на 6 літаків та польотну палубу. У кормовій частині ангара були встановлені ворота для спуску та підйому гідролітаків. Обидва ангари були обладнані літакопідйомниками. На посадковій палубі був встановлений примітивний бар'єр з вертикально натягнутих канатів.
Корабель став нести 16, а з жовтня 1918 року — 20 літаків.

## Історія служби

### Перша світова війна
Протягом липня-серпня 1917 року «Ф'юріос» здійснював експерименти із використання палубної авіації. З жовтня 1917 року був включений до складу Домашнього Флоту. З листопада 1917 року по березень 1918 року на кораблі була збудовані другий ангар та посадкова палуба. Після випробувань, які тривали до червня 1918 року, «Ф'юріос» взяв участь у бойових діях. 18 червня його винищувачі вперше збили німецький гідролітак.
19 липня 1918 року 7 бомбардувальників Sopwith Camel здійснили наліт на базу німецьких цепелінів у Тондерні, під час якого знищили дирижаблі L-54 та L-60.

### Міжвоєнний період
Після завершення Першої світової війни «Ф'юріос» ніс службу на Балтиці, де брав участь в інтервенції Антанти в Росії. 21 листопада 1919 року корабель був виведений в резерв.
Протягом червня 1922 року — вересня 1925 року «Ф'юріос» пройшов у Девонпорті чергову кардинальну модернізацію. Під час модернізації з корабля були зняті всі надбудови, труби та щогли. Кормовий та носовий ангари об'єднали, а зверзу добудували ще один ангар. Тепер літаки могли злітати з двох рівнів — з короткої носової палуби та зі 175-метрової польотної палуби, яка стала займати 3/4 довжини корабля. Літаки піднімались на верхню палубу за допомогою двох літакопідйомників вантажопідйомністю 5,5 т. Щоб дим не заважав посадці літаків, він відводився з машинного відділення у корму, де випускався через решітки у верхній палубі (похідний режим) або через отвори у бортах під час посадки літаків. Ходовий місток був розміщений з правого борту нижче від польотної палуби. Крім того, був встановлений центральний висувний місток, який піднімався лише під зльоту та посадки літаків.
Корабель був обладнаний булями, здатними витримати вибух 200 кг тротилу.
Після модернізації авіаносець знову був включений до складу флоту. Він ніс службу у складі Домашнього Флоту та у Середземному морі.
Протягом листопада 1938 року — травня 1939 року корабель пройшов чергову модернізацію, під час якої на кораблі з правого борту з'явилась невелика острівна надбудова. Замість одноствольних 140-мм та 102-мм гармат були встановлені 6 спарених 102-мм гармат на три восьмиствольні зенітні установки «пом-пом» та два чотириствольні 12,7-мм кулемети.
Після модернізації корабель був виведений в резерв.

### Друга світова війна
З початком Другої світової війни «Ф'юріос» був виведений з резерву та включений до складу Домашнього Флоту. Згодом він здійснював пошук рейдерів та супровід конвоїв в Північній Атлантиці.
З початком Норвезької кампанії «Ф'юріос» був включений до складу Домашнього Флоту. Його літаки атакували німецькі кораблі в Тронгеймі та Нарвіку. 18 квітня 1940 року корабель зазнав пошкоджень енергетичної установки внаслідок близьких вибухів авіабомб. Після ремонту у травні 1940 року здійснював перевезення сухопутних літаків в район Нарвіка.
З червня по жовтень 1940 року брав участь в ударах по портах Тронгейма (22.09.1940) та Тромсе (10.10.1940).
З жовтня 1940 року по лютий 1941 року авіаносець здійснював перевезення літаків да Секонді-Такораді. У березні супроводжував конвої в Атлантиці.
У квітні 1941 року авіаносець пройшов ремонт, під час якого було посилене зенітне озброєння. Протягом травня-вересня 1941 року «Ф'юріос» здійснив три походи на Мальту, доставляючи винищувачі.
30 липня брав участь в ударі по Петсамо.
З жовтня 1941 року по квітень 1942 року авіаносець пройшов ремонт у Філадельфії, після чого до серпня проводив підготовку у Великій Британії. З серпня 1942 року «Ф'юріос» включений до складу Гібралтарської ескадри. У її складі він брав участь у трьох операціях з перевезення винищувачів на Мальту (08-10.1942) та у висадці союзників в Північній Африці (11.1942).
З кінця лютого 1943 року «Ф'юріос» знову був переведений до складу Домашнього Флоту, де брав участь у трьох операціях проти німецького лінкора «Тірпіц» (04-08.1944), 12 операціях проти судноплавства біля берегів Норвегії (02-09.1944).
15 вересня 1944 року «Ф'юріос» був виведений в резерв. Він був переобладнаний у дослідний корабель для випробування систем протиторпедного захисту (1945-1948 роки).
15 березня 1948 року «Ф'юріос» був виключений зі списків флоту і протягом 1948—1954 років розібраний на метал.